# Pawieł Nosow
Pawieł Makarowicz Nosow (ros. Павел Макарович Носов, ur. 1894 we wsi Ludinowo w obwodzie orłowskim, zm. 8 sierpnia 1938) – radziecki działacz partyjny.
Od 1913 członek SDPRR(b), od 25 kwietnia 1923 do 23 maja 1924 zastępca członka, a od 31 maja 1924 do 18 grudnia 1925 członek Centralnej Komisji Kontrolnej RKP(b), od 13 lipca 1930 do 26 stycznia 1923 członek Centralnej Komisji Kontrolnej WKP(b). Był również członkiem i sekretarzem Komisji Kontroli Partyjnej przy KC WKP(b) w obwodzie swierdłowskim.
11 stycznia 1938 aresztowany. 8 sierpnia 1938 skazany na śmierć a następnie rozstrzelany.